# Саман

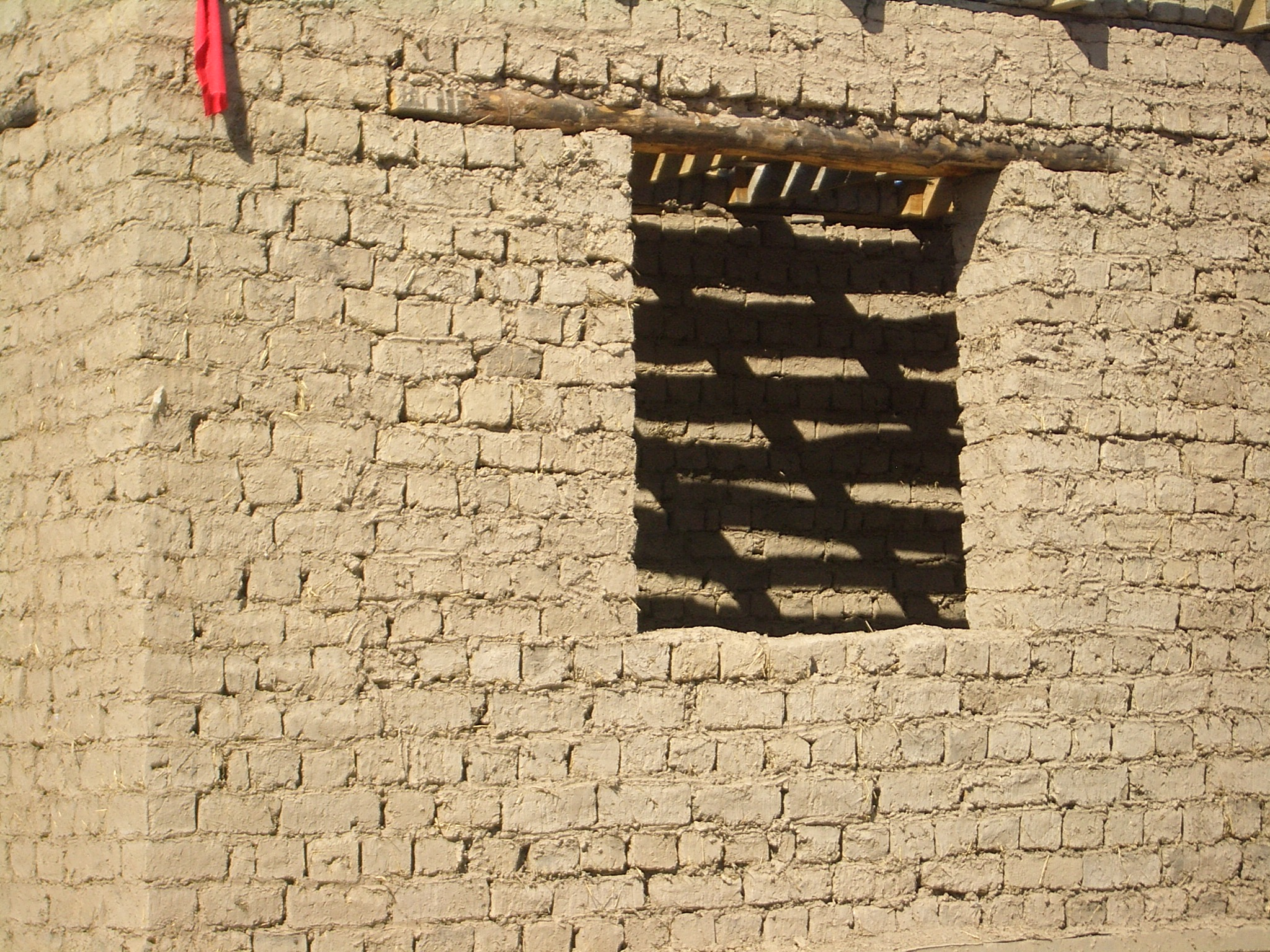
Строящееся саманное здание
(село Милянфан, Киргизия)

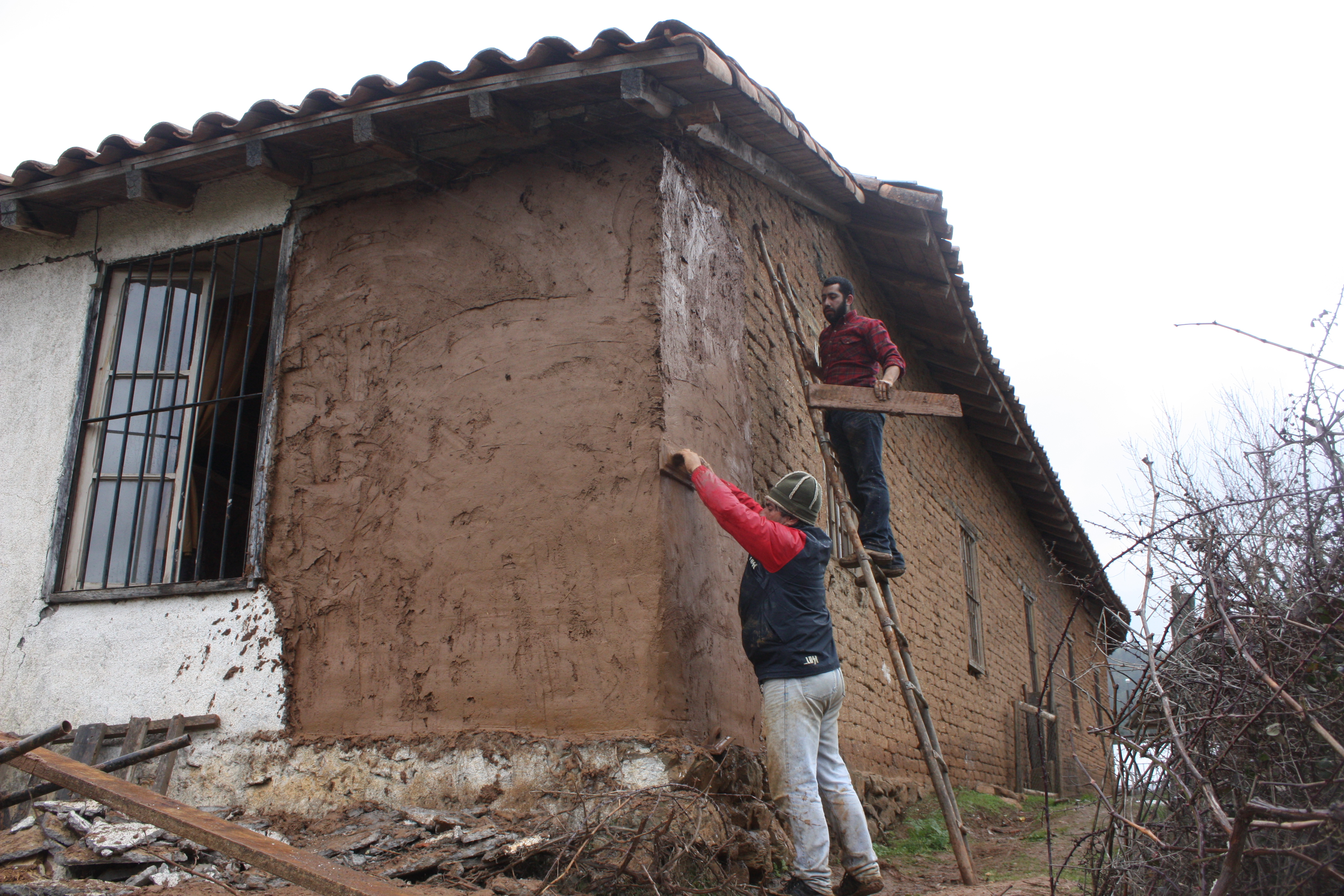
Оштукатуривание саманного дома
(город Вичикен, область Мауле, Чили)

Сама́н (тюркск. букв. — мелко истертая солома), лемпач, кальш, сушняк, адоб, адоба (исп. adobe, от араб. ат-туб) (в Молдавии также «лампач») — кирпич-сырец из глинистого грунта с добавлением соломы или других волокнистых растительных материалов, сформованных, а затем высушенных на солнце.
Используется для возведения стен и заборов в сухом климате. Во влажном состоянии саман мягкий и легко укладывается в опалубку или внавал в виде глиняных лепёшек, валиков. Часто используется в виде параллелепипедов стандартных размеров, высушенных заранее.
Применяется главным образом в странах Азии для строительства малоэтажных построек. Саманные дома часто встречаются в Средней Азии и южной России, также в южных областях Украины и в Молдавии.

## История
Саман является одним из древнейших строительных материалов. Его использовали древние египтяне ещё в 5—4 тысячелетии до н. э. Саманные стены обороняли вторую Трою (2600—2300 годы до н. э.). Основное применение материал находил в местах, не имевших лесов, и, как следствие, возможности возводить деревянные постройки.

## Технология изготовления

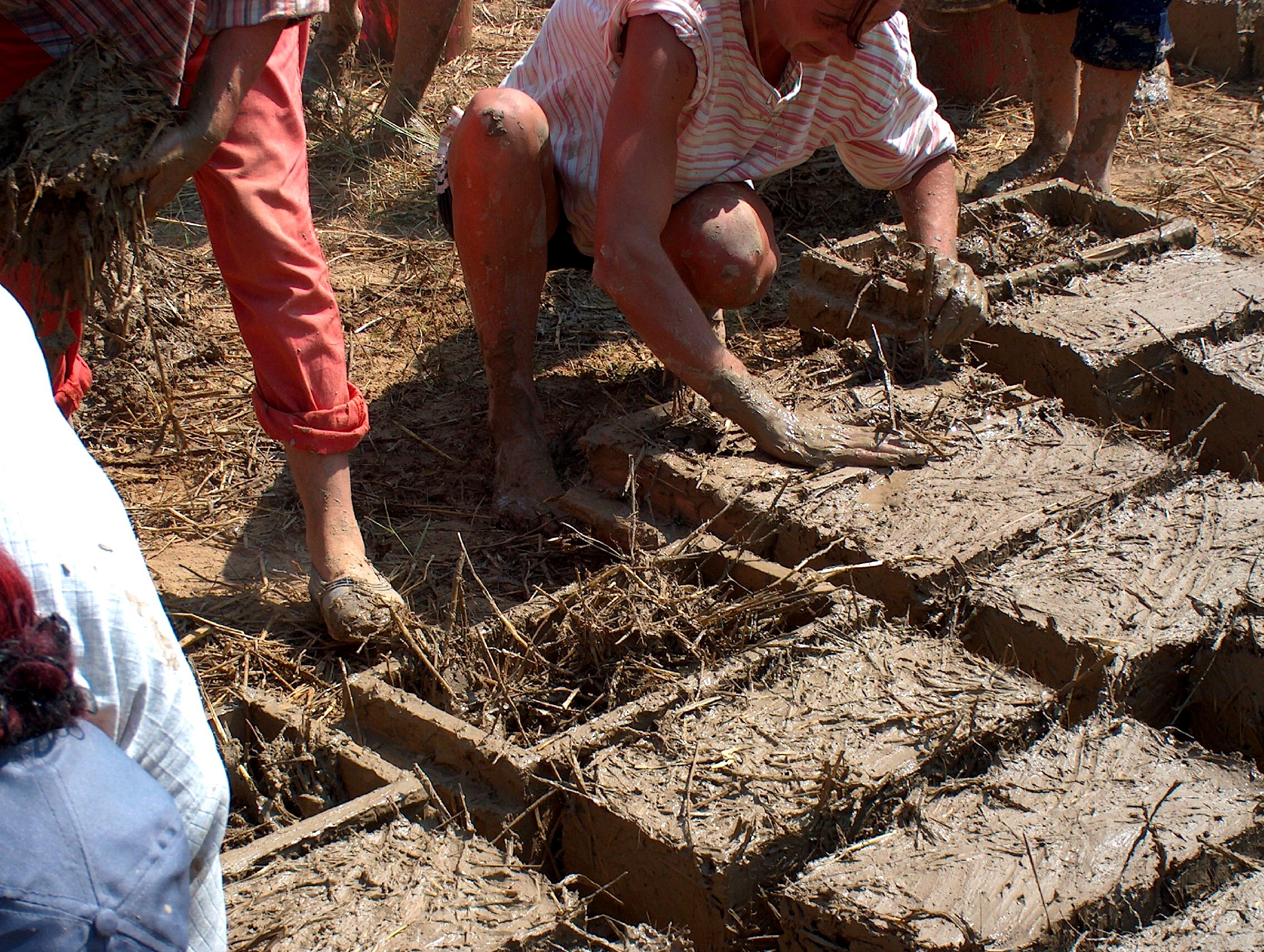
Изготовление саманного кирпича

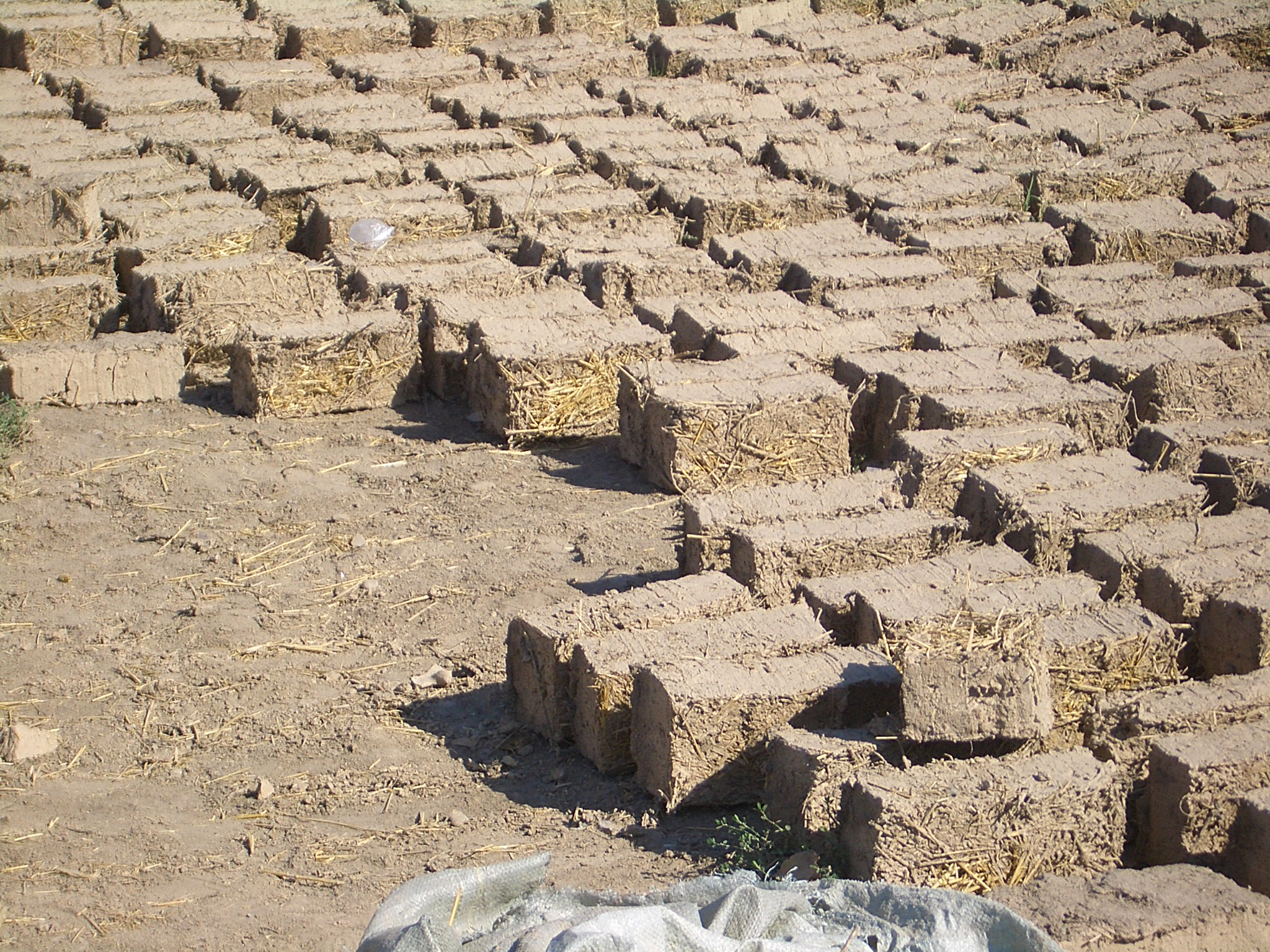
Сушка кирпича на открытом воздухе
(село Милянфан, Киргизия)

Глинистый грунт разводят водой, разминают в ямах, ящиках или на ровных площадках и тщательно перемешивают с добавками.
- увеличивают прочность на растяжение целлюлозные волокна:
  - резаная солома
  - костра
  - мякина
  - древесная стружка
  - навоз
- уменьшают усадку при высыхании:
  - песок
  - гравий
  - щебень
  - керамзит
- ускоряют твердение и повышают прочность и водостойкость:
  - цемент
  - известь
- улучшают укладываемость (пластификаторы):
  - жидкое стекло
  - казеин
  - костный клей
  - молочная сыворотка
  - навозная жижа
  - патока
  - крахмал и др.

Сырцовая прочность при растяжении глинобетона зависит от жирности глины и времени приготовления смеси. Оптимальное время перемешивания определяют опытным путём на небольших образцах.
Формы для изготовления самана делают одинарными, двойными, тройными, четверными и даже на 5 кирпичей. Формы для крупных блоков изготавливаются в виде ящика без дна, прочно сколоченного из досок толщиной 25—30 мм. Формы для саманного кирпича небольших размеров делают в виде ящика с дном. Размеры сырого кирпича не имеют чётких стандартов и в зависимости от местных условий могут быть крупного, среднего и мелкого размера (25×12×7 см).
Формировать саманный кирпич лучше весной, чтобы в течение лета стена могла хорошо высохнуть на солнце. Работы проводятся на ровной площадке. Форму смачивают водой, посыпают мякиной, чтобы глина не прилипала к стенкам. Берут ком глины, примерно равный объёму формы, и заполняют им форму, утрамбовывают с помощью ручной трамбовки и заглаживают, или же с силой бросают ком глины в ящик, тем самым достигая её уплотнения. Излишек глины снимают и перемешивают с общей массой. После трамбовки форму снимают и переносят на другое место для следующего заполнения.
Отформованные кирпичи выдерживают на формовочной площадке три дня. Если площадка правильно устроена, есть хороший сток дождевой воды, то небольшой дождь не опасен, в противном случае саман помещают под навес. После выдержки и сушки плашмя кирпичи ставят на ребро, с зазором между боковыми гранями для свободного прохода воздуха и просушивают ещё 3—7 дней, затем складывают в клетки, где саман окончательно просыхает и твердеет. Хороший кирпич прочен, не разбивается при падении с высоты двух метров.

## Применение

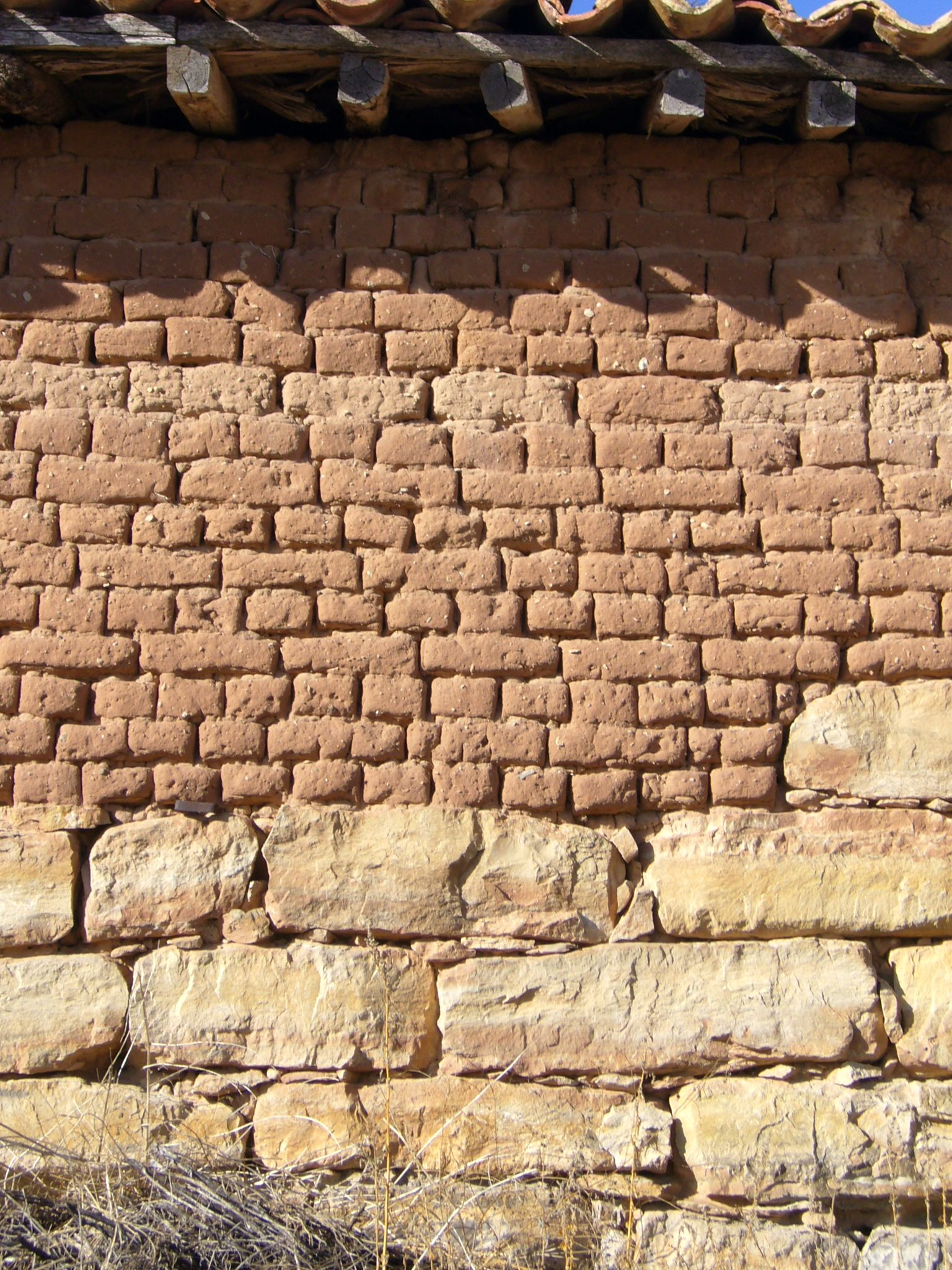
Фундамент и цоколь лучше соорудить из водостойких материалов — бутового камня

При строительстве зданий саман укладывается вручную.
Плотность глинобетона без лёгких заполнителей — до 1900 кг/м³. При высоком содержании соломы плотность от 500 кг/м³, такой материал является хорошим теплоизолятором.
Коэффициент теплопроводности от 0,1 до 0,4 Вт/м°С
Предел прочности на сжатие высушенного самана и кирпича-сырца колеблется от 10 до 50 кГ/см² и сопоставим с газо- и пенобетонами плотностью 600 кг/м³ (предел прочности 25-40 кГ/см²).
Преимущества:
1. Низкая стоимость — не требуется топлива на обжиг, исходный материал буквально «лежит под ногами».
2. Большая тепловая инерция и звукоизоляция стен благодаря их массе.
3. Огнестойкость вариантов с малым количеством целлюлозы.
4. Стабилизация влажности в помещении благодаря огромной гигроскопичности глины.
5. Экологичность.

Недостатки:
1. Низкая влаго- и морозостойкость. Часто требуется оштукатуривание внешней поверхности или другая защита от сырости.
2. В самане могут жить грызуны, насекомые, мхи, грибки.
3. Если строительство идёт в морозную погоду, то нужны химические добавки к воде затворения, понижающие её температуру замерзания.
4. Долгое высыхание стен и набор прочности в умеренном климате.
5. Согласно российскому СНиП II-22-81 «Каменные и армокаменные конструкции» (2003 г.), сырцовый кирпич и грунтовые камни разрешается применять только для стен зданий с предполагаемым сроком службы не более 25 лет.

В коммерческом строительстве необходимо достичь гарантированной прочности материала в заданное время независимо от погоды. Для этого удобнее применять те же заполнители на цементном вяжущем вместо глины, что уже не является саманом. В качестве дополнительного компонента для производства штукатурного раствора для последнего (финишного) гидроизоляционного слоя штукатурки, которым покрывают наружные стены, используется коровий навоз.

## Особенности устройства стен из самана
Особо следует обратить внимание на то, что конструкции всякого саманного сооружения должны быть тщательно изолированы от возможного проникновения сырости. Как правило, влага в стены может попасть от косых дождей, действия сил капиллярности, то есть попадания её из почвы, а также по причине плохо выполненной изоляции: неисправности кровли, внутренней конденсации пара, проникающего в стены, брызг падающей с крыши на землю воды и т. д.
К числу средств надёжной защиты саманных стен от увлажнения можно отнести устройство фундаментов и цоколя из водостойких материалов: бутового камня, кирпича, бетона. При этом должны быть устроены отмостки, чтобы дождевая вода, брызги и снег не попадали на стены. Важно также тщательное устройство гидроизоляционного слоя под стенами, разгрузочными поясами, дверными проемами, подоконниками, порогами, мауэрлатами, выполнение карнизов со свесами не менее 50 см.
Для устройства фундаментов под саманные стены рекомендуется использовать бутовый кирпич и камень, монолитный и сборный железобетон. Высота цоколя должна быть не менее 50 см от фундамента. При этом цоколь следует тщательно изолировать толем, рубероидом или плёнкой. Толщина цокольной части должна быть не менее толщины наружных и внутренних стен. Для наружных стен толщину определяют в зависимости от расчётной температуры данного климатического района, но не менее 50 см, а внутренних — не менее 30 см.
В нижних слоях для предотвращения проникновения в стену грызунов в саман можно подмешивать битое стекло.
Стены из самана возводят до наступления осенних заморозков. В летнее время стены из саманных блоков (кирпича) выкладывают на глинопесчаном растворе состава 1:1 или 4:3 в зависимости от жирности глины. Для улучшения качества глиняного раствора в него добавляют мелкую соломенную резку, мякину и т. п. Весной и осенью кладку ведут на известково-цементном растворе.
Для уменьшения, и во избежание осадки зданий, толщина горизонтальных швов должна быть минимальной (1 — 1,2 см).
В процессе возведения саманных стен по всему периметру ниже оконных проемов и на уровне перемычек укладывают арматуру из досок, хвороста или камыша. Узлы и сопряжения следует армировать этими материалами через каждые 50 см по высоте. Расстояние между осями стеблей камыша принимают 5 см. В угловых сопряжениях стебли обоих направлений надо укладывать толстыми концами в угол стены, предварительно расплющив их легким ударом деревянного молотка для лучшего сцепления с раствором.